# Serra de Cul de Portadora
La Serra de Cul de Portadora és una serra situada al municipis de Monistrol de Montserrat, a la comarca catalana del Bages i el de Vacarisses a la comarca del Vallès Occidental, amb una elevació màxima de 461 metres.